# Akadémiai Kiadó
Akadémiai Kiadó (în română Editura Academiei) este editura Academiei Ungare de Științe. Ea este una dintre cele mai importante edituri de cărți și reviste cu profil științific din Ungaria. Principalul acționar al editurii este concernul editorial Wolters Kluwer din Amsterdam, în timp ce Academia Ungară de Științe deține o participație minoritară.
Ea a fost fondată în 1828 și are sediul la Budapesta. A publicat monografii și jurnale academice. Departamentul care se ocupă cu publicarea revistelor este AKJournals.

## Enciclopedii
- Enciclopedia de biologie (1975-1987)
- Akadémiai kislexikon (1989-1990)
- Seria Enciclopedia Academică (2007–) — Volume:
  - Mediu (2007)
  - Psihologie (2008)
  - Religiile lumii (2009)

## Reviste
- Across Languages and Cultures
- Acta Agronomica Hungarica
- Acta Alimentaria
- Acta Antiqua Academiae Scientiarum Hungaricae (online)
- Acta Archaeologica Academiae Scientiarum Hungaricae
- Acta Biologica Hungarica
- Acta Botanica Hungarica
- Acta Chromatographica
- Acta Ethnographica Hungarica
- Acta Geodaetica et Geophysica Hungarica
- Acta Historiae Artium
- Acta Juridica Hungarica
- Acta Linguistica Hungarica
- Acta Mathematica Hungarica
- Acta Microbiologica et Immunologica Hungarica
- Acta Oeconomica
- Acta Orientalia Academiae Scientiarum Hungaricae
- Acta Physica Hungarica (Heavy Ion Physics)
- Acta Physica Hungarica (Quantum Electronics)
- Acta Physiologica Hungarica
- Acta Phytopathologica et Entomologica Hungarica
- Acta Veterinaria Hungarica
- Agrokémia és Talajtan (Agrochemistry and Soil Science)
- Akadémiai Értesítő
- Analysis Mathematica
- Antik Tanulmányok (Studies on Antiquity)
- Archaeologiai Értesítő (Archaeological Bulletin)
- Central European Geology
- Cereal Research Communications
- Clinical and Experimental Medical Journal. Scientific Journal of the Markusovszky Lajos Foundation
- Community Ecology. An Interdisciplinary Journal Reporting Progress in Community and Population Studies
- Építés – Építészettudomány (Architectonics and Architecture)
- European Journal of Mental Health
- European Journal of Microbiology and Immunology
- Hungarian Studies
- International Review of Applied Sciences and Engineering
- Interventional Medicine and Applied Science
- Journal of Behavioral Addictions
- Journal of Evolutionary Psychology
- Journal of Flow Chemistry
- Journal of Radioanalytical and Nuclear Chemistry
- Journal of Thermal Analysis and Calorimetry
- JPC – Journal of Planar Chromatography – Modern TLC Chemistry
- Learning & Perception
- Magyar Onkológia (Hungarian Oncology)
- Magyar Pszichológiai Szemle (Hungarian Psychological Review)
- Magyar Sebészet (Hungarian Journal of Surgery)
- Magyar Terminológia (Journal of Hungarian Terminology)
- MediArt
- Mentálhigiéné és Pszichoszomatika (Journal of Mental Health and Psychosomatics)
- Művészettörténeti Értesítő (Bulletin of History of Arts)
- Nanopages
- Neohelicon
- Növénytermelés (Crop Production)
- Orvosi Hetilap (Hungarian Medical Journal)
- Periodica Mathematica Hungarica
- Pollack Periodica
- Progress in Agricultural Engineering Sciences
- Psychology. Journal of the Hungarian Academy of Sciences, Research Centre for Natural Sciences, Institute of Cognitive Neuroscience and Psychology
- Reaction Kinetics, Mechanisms and Catalysis
- Scientometrics. An International Journal for all Quantitative Aspects of Communication in Science and Science Policy
- Society and Economy. Journal of the Corvinus University of Budapest
- Studia Musicologica
- Studia Scientiarum Mathematicarum Hungarica
- Studia Slavica Academiae Scientiarum Hungaricae
- Társadalomkutatás (Social Science Research) (online Arhivat în 3 septembrie 2016, la Wayback Machine.)

## Legături externe
- Home page
- AKJournals
- REAL-J —digitized journals at the Hungarian Academy of Sciences
- Materiale media legate de Akadémiai Kiadó la Wikimedia Commons